# Adam Beyer
Adam Beyer (Stockholm, Zweden, 1976) is een techno-dj en tevens eigenaar van onder andere het label Drumcode. Adam Beyer heeft in zijn carrière drie studioalbums geproduceerd, namelijk Decoded (in 1996 op het label Truesoul), Protection (1999, Drumcode) en Ignition Key (Truesoul, 2002).

## Carrière

### Beginjaren
In zijn jonge jaren heeft Adam Beyer veel naar hardrock (onder andere Kiss), hiphop en rap) geluisterd en speelde hij zelf drums. In 1987 komt Beyer via de buitenlandse radioshow 'rakt over disk' voor het eerst in aanraking met housemuziek. Later vertelt hij dat hij door deze radioshow is geïnspireerd om met draaien te beginnen.
Op zijn dertiende ging Beyer naar zijn eerste ravefeest en twee jaar later draaide hij voor het eerst zelf op lokale feestjes, waaronder op zijn eigen school. Via de contacten die hij daar op deed kreeg hij steeds meer boekingen. Op de middelbare school, toen Beyer een jaar of 16, 17 was, ontmoette hij Joel Mull die hem voorstelde aan ene Peter Benisch. Via hem kwam Beyer voor het eerst in aanraking met produceren, omdat Peter Benisch thuis een sampler had staan, waarmee het drietal experimenteerde.
Al snel begonnen ze langzaam een eigen studio op te bouwen en in 1993 hadden ze genoeg zelfvertrouwen om een demo op te sturen. Acht maanden later werd hun eerste plaat uitgebracht en al snel volgden er meer. Adam Beyer produceerden toen nog niet onder zijn eigen naam, omdat de muziek voor hem nog te veel op de markt was gericht, in plaats van wat hij zelf wilde produceren. Het tempo lag hoog in de producties, die onder andere in de stijl van vroege hard trance geplaatst zouden kunnen worden. Toen al kocht Adam Beyer platen van Jeff Mills en het Harthouse-label.

### Oprichting van Drumcode Records
Na zijn eerste album Decoded en de uitgaven Drumcode 1 en Drumcode 2, besluit Adam Beyer in 1996 een gelijknamig label te starten. Daarbij draait hij samen met Joel Mull en Cari Lekebusch (een vriend die hij had ontmoet in een platenzaak) vaak in een Zweedse club met een capaciteit van rond de 2000 bezoekers.
In de periode 1995-1998 heeft Adam Beyer enkele underground clubhits, die hem boekingen in clubs door heel Europa opleveren en als zijn doorbraak in zijn carrière zouden kunnen worden beschouwd. Vanaf dan begint Adam Beyer ook te draaien op festivals. In 1997 richt hij eveneens Code Red op, een sublabel van Drumcode. Beyer hoopt hiermee een ander geluid te brengen en op het succes van Drumcode mee te liften.
In 1999 brengt hij op zijn eigen label Drumcode het album Protection uit, een wat meer experimenteel georiënteerd album. Tevens brengt Beyer meer tijd door in de studio om inspiratie te vinden voor de toekomst, omdat hij vindt dat veel platen op dat moment hetzelfde klinken. Hij stopt met zijn sublabel Code Red al in 2000, na slechts 10 platen uitgebracht te hebben.

### Truesoul Records
Met zijn derde studio-album Ignition Key in 2002, zet Adam Beyer de toon voor zijn nieuwe label Truesoul Records. Beyer brengt het tempo naar beneden en produceert minder harde tracks dan hij voorheen deed. Met zijn nieuwe label wil Beyer een nieuw platform creëren voor alle minder-harde elektronische muziek van die tijd. In een interview verklaarde Beyer dat de muziek voor het label alles mag zijn, zolang het maar niet in de buurt van Drumcode zou komen. Op het label verschijnen producties van onder andere Joel Mull, Cirez D (Eric Prydz), Cari Lekebusch, en Ozgur Can.

### Mad Eye Recordings
Bijna tegelijk met het Truesoul-label brengt Beyer het label Mad Eye, waarop uitsluitend producties van hemzelf worden uitgebracht. Het label is voor producties die naar eigen zeggen meer uitgekleed, experimenteel en minimaler zijn dan de producties op het Drumcode-label.

### Overig werk
Naast zijn artiestenalbums heeft Adam Beyer diverse compilaties gemaakt, onder andere in 2002 voor Time Warp (Time Warp Compilation. 3) en in 2008 voor Fuse (Fuse presents Adam Beyer). In 2005 mixt hij in de Fabric-reeks, waar toen Stacey Pullen en John Digweed en in datzelfde jaar Carl Craig al een compilatie voor hadden gemaakt, het 22ste deel in de serie.

## Trivia
- 'Safety Session' is de naam van de samenwerking van Adam Beyer met jeugdvriend Joel Mull.[2]
- 'Collabs100' is de naam voor zijn samenwerking met Speedy J.
- Andere pseudoniemen van Adam Beyer zijn 17th, 2 Bonk, Conceiled Project, Midas, Mould, Mould Impression, Mr. Sliff en Tall Guy.
- In 2000 staat Adam Beyer voor de eerste keer op Awakenings. Sindsdien heeft hij meer dan 75 optredens op Awakenings gehad. Beyer wordt mede hierdoor ook wel Mr. Awakenings genoemd.[3]
- Adam Beyer was getrouwd en heeft drie kinderen met zijn collega-dj Ida Engberg.